# Prefectuur voor de Economische Zaken van de Heilige Stoel
De Prefectuur voor de Economische Zaken van de Heilige Stoel was een orgaan van de Romeinse Curie dat werd ingesteld met de apostolische constitutie Pastor Bonus uitgevaardigd door paus Johannes Paulus II op 28 juni 1988.
De prefectuur had als hoofdtaak het beheer van alle wereldlijke goederen van de Heilige Stoel alsmede de administratie daarvan. Aan het hoofd stond een kardinaal met de titel prefect. Hij werd terzijde gestaan door een prelaat-secretaris en een accountant. De prefectuur hield toezicht op de inkomsten en uitgaven van de Heilige Stoel en stelde begrotingen op. Ook werden door de prefectuur accountantsverklaringen opgesteld met betrekking tot de rekening alsmede met betrekking tot de begroting van de Heilige Stoel. De prefectuur functioneerde als toezichthouder op de lagere financiële diensten van de Heilige Stoel.
De prefectuur hield geen toezicht op de Vaticaanse bank.
De Prefectuur voor de Economische Zaken van de Heilige Stoel werd in 2016 opgeheven. De taken en bevoegdheden van de prefectuur werden overgenomen door het Secretariaat voor de Economie.

## Prefecten
| Periode   | Naam                 |
| --------- | -------------------- |
| 1967-1968 | Angelo Dell'Acqua    |
| 1968-1980 | Egidio Vagnozzi      |
| 1980-1990 | Giuseppe Caprio      |
| 1990-1997 | Edmund Casimir Szoka |
| 1997-2008 | Sergio Sebastiani    |
| 2008-2011 | Velasio De Paolis    |
| 2011-2015 | Giuseppe Versaldi    |